# 480
L'any 480 (CDLXXX) va ser un any de traspàs que començava el dimarts del calendari julià.

## Naixements
- Boeci, fou un filòsof cristià, teòleg i escriptor llatí del segle vi, que tingué una gran repercussió en l'edat mitjana.[1]
- Gelimer, darrer rei dels vàndals
- Benet de Núrsia, abat fundador de l'orde benedictí.[2]